# Juan Alonso Pérez de Guzmán
Juan Alonso Pérez de Guzmán (Ceuta, 24 de junio de 1285-Jerez de la Frontera, 1351), II señor de Sanlúcar y alcalde mayor de Sevilla, fue un noble castellano perteneciente a la casa de Medina Sidonia.

## Biografía

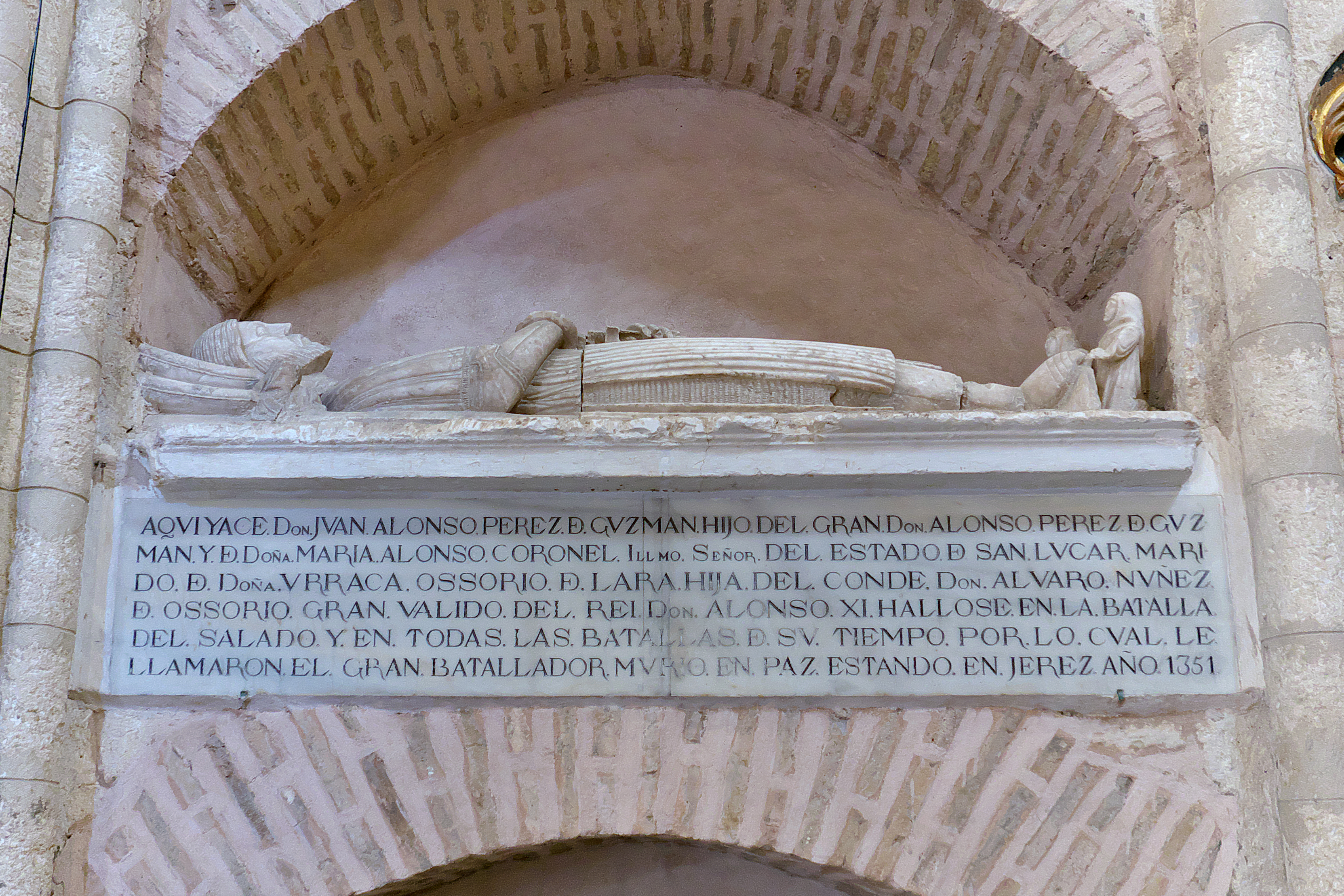
Monasterio de San Isidoro del Campo

Era hijo de Guzmán el Bueno y María Alfonso Coronel. Participó en las campañas del rey Alfonso XI contra los granadinos y benimerines y luchó en la batalla del Salado y en el sitio de Algecíras. Derrotó a las tropas del reino de Portugal en la batalla de Villanueva de Barcarrota, librada en 1336. Falleció en 1351 en Jerez de la Frontera.

## Matrimonios y descendencia
Fruto de su primer matrimonio con Beatriz Ponce de León en 1303, hija de Fernán Pérez Ponce de León, adelantado mayor de la frontera de Andalucía y señor de la Puebla de Asturias, y de Urraca Gutiérrez de Meneses nacieron dos hijos: 
- Alonso de Guzmán (m. 1321)[2] que falleció a los nueve años de edad, como consecuencia de haber recibido la cornada de un ciervo,[4][2] y fue sepultado en el monasterio de San Isidoro del Campo.
- María de Guzmán, que falleció sin dejar descendencia.[1][4]

Casó en segundas nupcias alrededor de  1336 con Urraca Osorio (m. 1367), hija del ricohombre Álvar Núñez Osorio, conde de Trastámara, y Mayor Pérez. Para esas fechas, él contaba con unos 50 años de edad mientras que Urraca tenía unos 20 años.  De este matrimonio nacieron: 
- Alonso Pérez de Guzmán (m. Orihuela, 1365),[1] III señor de Sanlúcar.[2]
- Juan Alonso Pérez de Guzmán,[1] sucedió a su hermano y fue el IV señor de Sanlúcar y I conde de Niebla.[2]